# Parque de conservación Desert Camp
El Parque de Conservación Desert Camp (anteriormente Reserva de Parques Nacionales Desert Camp y Parque Nacional Desert Camp) es un área protegida en el estado australiano de Australia del Sur ubicada en la región de Limestone coast del estado en la localidad oficial de Marcollat a unos 44 kilómetros (27,3 mi) al este de la isla. al sur del centro de la ciudad de Keith.
El parque de conservación ocupa terrenos en las secciones 87 y 105 de la unidad catastral del Hundred de Marcollat en el lado norte de Rowney Road, que también se conoce como la carretera Kingston - Keith. El territorio obtuvo originalmente el estatus de área protegida el 27 de julio de 1967, cuando la sección 87 fue publicada bajo la Ley de Parques Nacionales de 1966 como el Parque Nacional Desert Camp.  Su nombre fue modificado a Reserva de Parques Nacionales Desert Camp el 9 de noviembre de 1967. La Sección 105 entró en vigencia aproximadamente 14 meses después de que las obras en Rowney Road resultaran en que se “separara… de un contrato de arrendamiento adyacente”. La Sección 105 se agregó posteriormente el 21 de noviembre de 1968 a la reserva de parques nacionales. En 1972, la reserva de parques nacionales se reconstituyó como el Parque de Conservación Desert Camp tras la proclamación de la Ley de Parques Nacionales y Vida Silvestre de 1972.
 

En 1992, el parque de conservación fue descrito de la siguiente manera: 
(Se) encuentra en la Asociación Ambiental de Angle Rock… Esta asociación se caracteriza por llanuras interdunales con ocasionales crestas de dunas bajas y estrechas y afloramientos de granito aislados. Los suelos son moderadamente profundos, alcalinos, arenosos, pedales, suelos dúplex moteados de color amarillo… Estos suelos sostienen un bosque abierto de eucalipto rosado (Eucalyptus fasciculosa) sobre un sotobosque de brezal de mallee mirto de miel (Melaleuca brevifolia), broombush (M. uncinata), árbol de hierba austral (Xanthorrhoea australis), sheoak pizarroso (Allocasuarina muelleriana) y hakea del desierto (Hakea muelleriana).
A partir de 1992, se establecieron las “visitas limitadas” y los principales grupos de visitantes fueron “observadores de aves y naturalistas de campo”.
El parque de conservación está clasificado como área protegida de categoría III de la UICN.  En 1980 fue incluido en el ahora desaparecido Registro del Patrimonio Nacional.